# Partit Comunista del Nepal (Rayamjhi)
Partit Comunista del Nepal (Rayamjhi) fou un partit polític del Nepal.
Fou format el 1962 com a facció mes pro soviètica. Es va dissoldre el 1985. El seu líder dirigí més tard el partit Janata Dal (Samajbadi Prajatantrik).
El 1979 es va escindir una facció que va formar el Partit Comunista del Nepal (Manandhar) o Communist Party of Nepal (Manandhar), dirigida per Bisnu Bahadur Manandhar.